# 索夫龙
索夫龙（英語：Sophron），（约活动于公元前5世纪前后），生活于叙拉古的古希腊哑剧诗人之一，他通常将日常生活等内容作为自己创作的主题。他常于使用方言进行文学创作，语言简洁丰富而又充满幽默。柏拉图曾在其著述中对他作了很高的评价。

## 扩展阅读
- 本条目包含来自公有领域出版物的文本: Chisholm, Hugh (编).  (第11版). London: Cambridge University Press. 1911.